# Žegrova
Žegrova (izvirno srbsko Жегрова) je naselje v Srbiji, ki upravno spada pod Občino Kuršumlija; slednja pa je del Topliškega upravnega okraja.

## Demografija
V naselju, katerega izvirno (srbsko-cirilično) ime je Жегрова, živi 44 polnoletnih prebivalcev, pri čemer je njihova povprečna starost 52,7 let (48,9 pri moških in 58,8 pri ženskah). Naselje ima 19 gospodinjstev, pri čemer je povprečno število članov na gospodinjstvo 2,58.
To naselje je popolnoma srbsko (glede na rezultate popisa iz leta 2002).
|  |

| Demografija | Demografija     | Demografija     |
| Leto        | Št. prebivalcev | Št. prebivalcev |
| ----------- | --------------- | --------------- |
|             |                 |                 |
|             |                 |                 |
|             |                 |                 |
|             |                 |                 |
| 1948        | 285             |                 |
| 1953        | 317             |                 |
| 1961        | 288             |                 |
| 1971        | 186             |                 |
| 1981        | 118             |                 |
| 1991        | 79              | 79              |
| 2002        | 49              | 49              |
|             |                 |                 |

| Etnična sestava po popisu iz leta 2002 | Etnična sestava po popisu iz leta 2002 | Etnična sestava po popisu iz leta 2002 | Etnična sestava po popisu iz leta 2002 | Etnična sestava po popisu iz leta 2002 |
| -------------------------------------- | -------------------------------------- | -------------------------------------- | -------------------------------------- | -------------------------------------- |
| Srbi                                   | Srbi                                   |                                        | 49                                     | 100,0%                                 |
| Neznano                                | Neznano                                |                                        | 0                                      | 0,0%                                   |